# María-Paz Yáñez
María-Paz Yáñez (* 13. März 1944 in Madrid; † 16. Januar 2025) war eine schweizerisch-spanische Hispanistin und Hochschullehrerin.

## Leben und Wirken
Yáñez studierte Romanistik und Germanistik an der Universität Zürich, wo sie anschließend 1990 bei Georges Güntert promovierte. Nach ihrer Habilitation 1996 war sie Privatdozentin im Romanischen Seminar der Universität Zürich. Von 2003 bis zu ihrer Emeritierung hatte sie dort einen Lehrstuhl für spanische Literaturwissenschaft inne.
Zu ihren Forschungsschwerpunkten gehörten Narrativik und Theater vor allem im 19. und 20. Jahrhundert.
Mitte der 1980er Jahre gründete Yáñez außerdem die Theatergruppe Los Comicastros, die in der Schweiz spanischsprachige Theaterstücke aufführt. Yáñez war verheiratet und besaß die schweizerische und die spanische Staatsbürgerschaft.

## Schriften (Auswahl)
- La historia: inagotable temática novelesca. Esbozo de un estudio sobre la novela histórica española hasta 1834 y análisis de la aportación de Larra al género. Frankfurt/M. 1991.
- Mariano José de Larra. El doncel de don Enrique el Doliente. Kritische Ausgabe. Madrid 1995 (Colección Austral: 365).
- Siguiendo los hilos. Análisis de la configuración discursiva en algunas novelas españolas del siglo XIX. Frankfurt/M. 1996.